# Radomirka
Radomirka – wieś w Polsce położona w województwie lubelskim, w powiecie lubelskim, w gminie Wysokie.
Wieś szlachecka położona była w drugiej połowie XVI wieku w powiecie lubelskim województwa lubelskiego. W latach 1975–1998 miejscowość administracyjnie należała do województwa zamojskiego.
Wieś stanowi sołectwo gminy Wysokie. Według Narodowego Spisu Powszechnego z roku 2011 wieś liczyła 54 mieszkańców.
Wierni Kościoła rzymskokatolickiego należą do parafii św. Stanisława w Sobieskiej Woli.

## Historia
Według Słownika geograficznego Królestwa Polskiego z roku 1888, Radomirka – wieś i folwark nad rzeką Giełczew w ówczesnym powiecie krasnostawskim, gminie i parafii Wysokie. Wieś w owym okresie znana jest zwykle pod drugą nazwą „Giełczew”, posiadała 115 osad z gruntem 3079 mórg włościańskich. Folwark należał wówczas do dóbr ordynacji Zamoyskich.